# Barbara Stanwyck

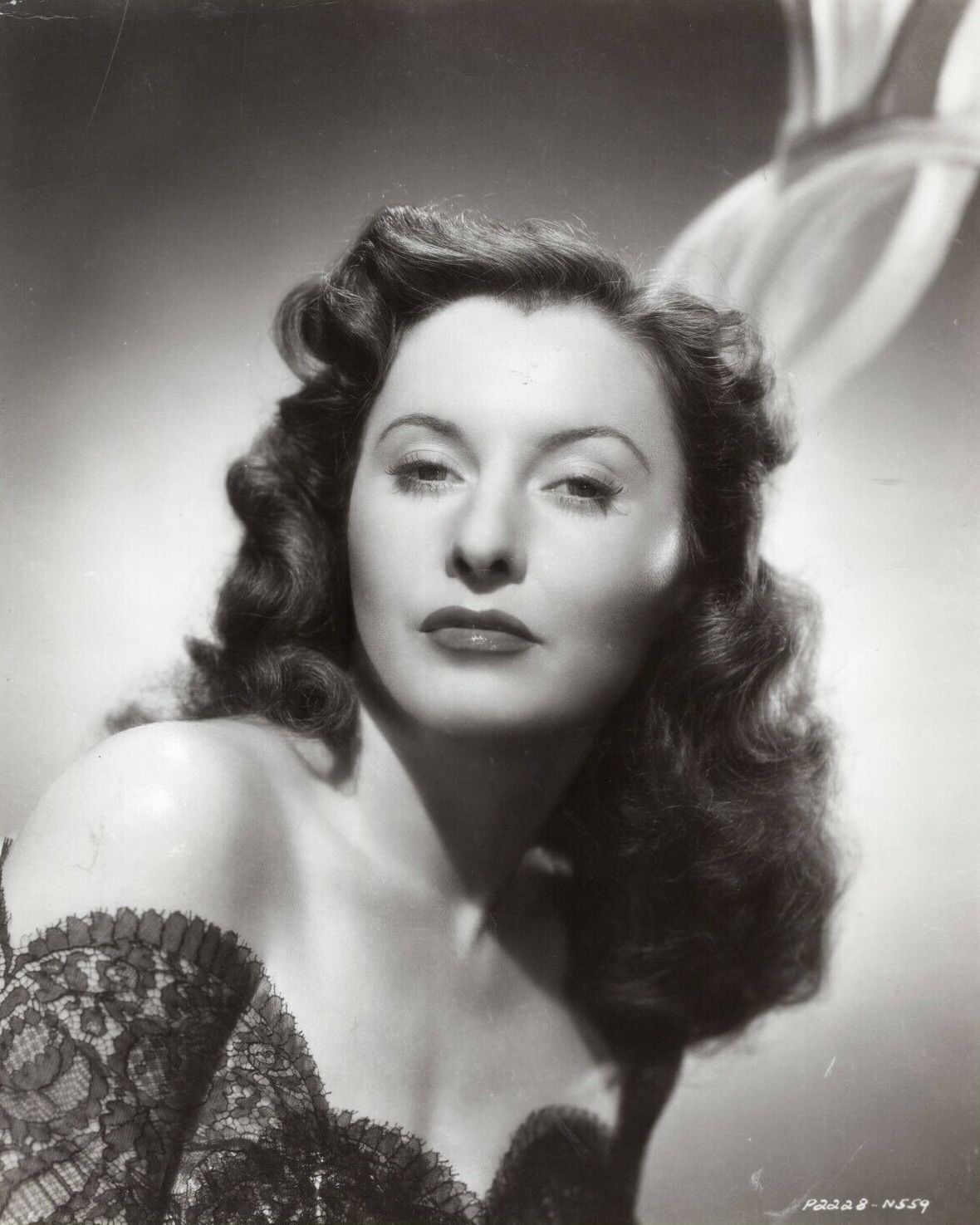
Barbara Stanwyck (1944)

Barbara Stanwyck, eigentlich Ruby Catherine Stevens (* 16. Juli 1907 in Brooklyn, New York City, New York; † 20. Januar 1990 in Santa Monica, Kalifornien), war eine US-amerikanische Schauspielerin. In ihrer über 60-jährigen Film- und Fernsehkarriere machten laut dem British Film Institute „Vielseitigkeit, Professionalität und Einfallsreichtum Stanwyck zu einer der erfolgreichsten und denkwürdigsten Hollywood-Schauspielerinnen aller Zeiten“. Bei einer Umfrage des American Film Institutes im Jahr 1999 wurde sie auf Platz 11 der größten weiblichen Filmstars des vergangenen Jahrhunderts gewählt. Sie wurde sowohl mit dem Emmy als auch mit dem Golden Globe und 1983 mit einem Ehrenoscar für ihr Lebenswerk ausgezeichnet.

## Leben

### Frühes Leben und schauspielerische Anfänge
Barbara Stanwyck wurde als Ruby Stevens als fünftes Kind eines schottisch-irischen Ehepaares in Brooklyn geboren. Im Alter von vier Jahren verlor sie ihre Mutter, als diese von einem Betrunkenen aus der Straßenbahn gestoßen wurde und tödliche Kopfverletzungen erlitt. Nach der Beerdigung der Mutter verließ der Vater die Familie und Barbara wuchs nun in Kinderheimen auf. Sie begann ihre Laufbahn als Revuetänzerin. Zwischen 1922 und 1923 trat sie als Tänzerin der Ziegfeld Follies im New Amsterdam Theater auf. Zur Schauspielerin wurde sie, als ihr Part als Tänzerin in dem Drama The Noose zu einer dramatischen Rolle umgeschrieben wurde. Kurze Zeit danach nahm sie den Künstlernamen Barbara Stanwyck an, nachdem sie auf einem Theaterplakat die Ankündigung „Jane Stanwyck in ‘Barbara Fritchie’“ gelesen hatte. Nach ihrem ersten Filmauftritt im Jahr 1927 in Broadway Nights heiratete sie 1928 den Komiker Frank Fay, für den sie zum Katholizismus konvertierte. Das Paar adoptierte einen Jungen, der nach der Scheidung 1935 bei Stanwyck blieb.
Als Barbara Stanwyck 1928 im Broadway-Stück Burlesque (im darauffolgenden Jahr verfilmt unter dem Titel The Dance of Life; deutscher Titel Artisten) auftrat, schrieb man über sie:

„Barbara Stanwyck, ein hübsches Mädchen, ist kürzlich tatsächlich vom Kabarett zur legitimen Bühne mit einem Sprung avanciert, der ihr 1000 Dollar pro Woche einbringen soll. In ‚Burlesque‘ bietet sich ihr Gelegenheit, ihre mimische, gesangliche und tänzerische Begabung in einer Rolle zur Geltung zu bringen, in der sie den ehrgeizlosen Gatten dazu bewegt, ein sich ihm bietendes Engagement auf einer großen New Yorker Bühne anzunehmen.“

### Karriere in Film und Fernsehen
Als Filmschauspielerin gelang Barbara Stanwyck 1930 der Durchbruch mit ihrer Rolle in Ladies of Leisure unter der Regie von Frank Capra. Der Film erzählt eine dramatische Liebesgeschichte, und Stanwyck begeisterte die Kritiker durch ihre Mischung aus Verletzlichkeit und Härte. Unmittelbar danach hatte sie einen großen finanziellen Erfolg mit dem Film Illicit, den sie für Warner Brothers drehte. Das Studio kündigte sie auf den Plakaten als Miss Barbara Stanwyck an, eine Ehre, die sonst nur Mr. George Arliss und Mr. John Barrymore zustand. Sie unterschrieb im Laufe des gleichen Jahres nicht-exklusive Verträge mit Warner Brothers und mit Columbia, wo sie mit Frank Capra die Filme The Miracle Woman, Forbidden und The Bitter Tea of General Yen drehte. Die Konditionen mit Warner Brothers sahen 150.000 US-Dollar für insgesamt drei Filme im Jahr vor. Das Studio verlängerte den Vertrag bis 1935 noch zweimal, wobei Stanwyck für die erste Verlängerung 175.000 US-Dollar und für die zweite Verlängerung 275.000 US-Dollar für jeweils drei Filme erhielt.
Stanwyck wurde während der Weltwirtschaftskrise neben Sylvia Sidney eine der Heldinnen für die Arbeiterklasse. In Filmen wie The Purchase Price, Night Nurse und vor allem Baby Face spielte sie Frauen, die in der Lage waren, trotz widrigster Umstände ihre soziale Lage zu verbessern. Sie hatte dabei ein viel raueres und robusteres Image als beispielsweise Constance Bennett, Joan Crawford – mit der sie privat zeitlebens befreundet war –, Ann Harding und andere Darstellerinnen, die in diesen Tagen ebenfalls zu Ruhm kamen. Gegen Mitte der Dekade fiel es der Schauspielerin zunehmend schwer, anspruchsvolle Rollen zu finden. Erst nachdem Ruth Chatterton sich 1937 aus der Produktion von Stella Dallas zurückgezogen und Barbara Stanwyck deren Rolle übernommen hatte, gelang ihr ein Comeback. Sie wurde für den Oscar als beste Hauptdarstellerin nominiert, unterlag aber Luise Rainer. Ihre Romanze mit Robert Taylor, den sie später auch heiratete, tat ihrer neuerwachten Popularität keinen Abbruch. Mit dem finanziellen Erfolg von Always Goodbye, der Neuverfilmung von Gallant Lady mit Ann Harding aus dem Jahr 1934, konnte Stanwyck ihren Status als Star festigen.
Stanwyck, mit einer etwas rauen Stimme als Markenzeichen, deckte in ihrer Karriere ein breites Rollenspektrum ab. Besonders häufig verkörperte sie selbstbewusste, durchsetzungsfähige, auf ihren Erfolg fokussierte Frauen, die unter ihrer harten Schale verletzlich sein konnten. Stanwyck selbst sah ihre Ehrlichkeit und Natürlichkeit auf der Leinwand als ihre größte Stärke.

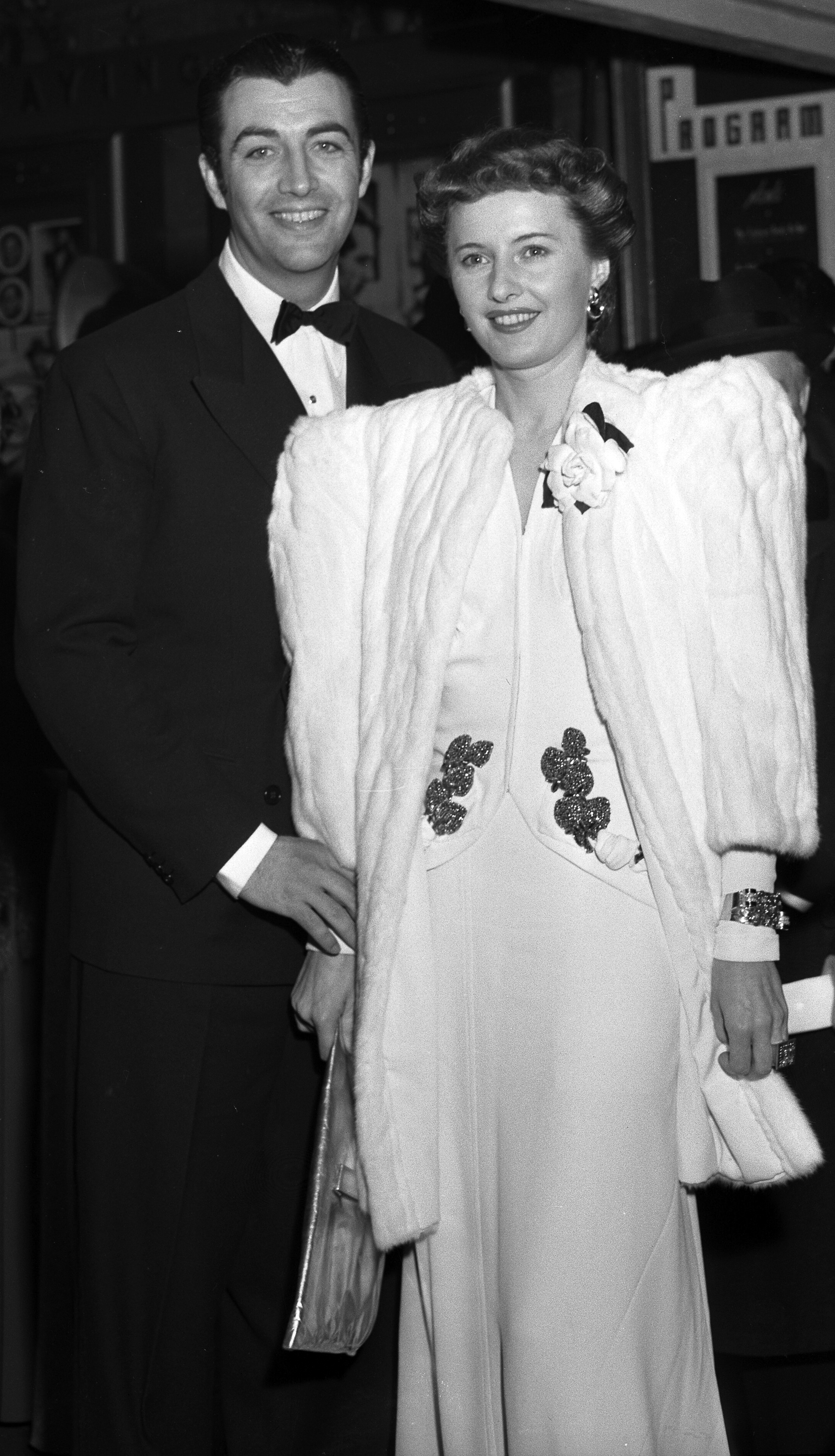
Stanwyck mit ihrem Ehemann Robert Taylor bei der Premiere von Hier ist John Doe (1941)

Den Gipfel ihrer Popularität erreichte Stanwyck, die von ihren Freunden „Missy“ genannt wurde, Mitte der 1940er-Jahre. Zu Beginn des Jahrzehnts stand sie unter der Regie von Frank Capra in dem Film Hier ist John Doe mit Gary Cooper vor der Kamera. Sie übernahm die Rolle, nachdem Jean Arthur nicht verfügbar war. Eine von Stanwycks bekanntesten Rollen war die in der Komödie Die Falschspielerin, in der sie unter der Regie von Preston Sturges neben Henry Fonda auftrat. Im Jahr 1944 war Barbara Stanwyck nach den Angaben des Nationalen Schatzamtes die höchstbezahlte Frau der USA, noch vor Deanna Durbin und Bette Davis mit einem Jahreseinkommen von mehr als 400.000 US-Dollar.

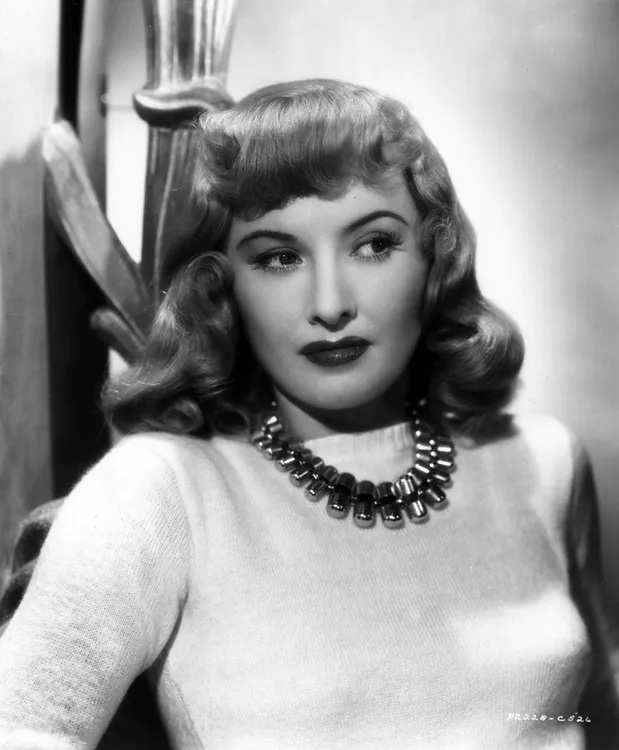
Stanwyck als Phyllis Dietrichson in Frau ohne Gewissen (1943)

Im selben Jahr drehte sie unter der Regie von Billy Wilder den Film-Noir-Klassiker Frau ohne Gewissen, in dem Stanwyck als Phyllis Dietrichson mit einer blonden Perücke eine skrupellose Frau darstellte, die ganz bewusst Ähnlichkeiten mit Marlene Dietrich aufwies. Der Film war bei Kritik und Publikum ein großer Erfolg. In der Folgezeit spielte Barbara Stanwyck immer wieder gewissenlose Frauen wie in Die seltsame Liebe der Martha Ivers mit Kirk Douglas und Van Heflin oder in Strafsache Thelma Jordon. Nach ihren eigenen Angaben war jedoch der Film My Reputation, der 1944 gedreht wurde, jedoch erst 1946 in den Verleih kam, ihr persönlicher Lieblingsfilm. In ihm wurden die Probleme einer Kriegerwitwe mit zwei Kindern thematisiert. Eine für sie untypisch passive Rolle hatte sie 1948 in Du lebst noch 105 Minuten als Partnerin von Burt Lancaster als Mordopfer. Für diese Rolle wurde sie erneut für einen Oscar nominiert.
1950 drehte sie mit Entgleist einen ihrer besten Filme, der sie unter der Regie von Mitchell Leisen in einer typischen Joan-Crawford-Rolle zeigte: Eine Frau nimmt nach einem Zugunglück eine falsche Identität an, erlebt glückliche Stunden in einer neuen Familie und wird am Ende von ihrem ehemaligen Liebhaber erpresst. In den 1950er-Jahren drehte Barbara Stanwyck unter anderem den Thriller Sekunden der Angst und wirkte in dem Katastrophenfilm Untergang der Titanic mit. Den Rest des Jahrzehnts verbrachte sie vorwiegend als Heldin zahlloser Western im Sattel, darunter wahrscheinlich am bekanntesten Vierzig Gewehre von Samuel Fuller. Zu ihren besseren Rollen dieser Zeit gehörten Auftritte in zwei Melodramen von Douglas Sirk, All meine Sehnsucht und Es gibt immer ein Morgen, sowie Robert Wises Die Intriganten, ein Film mit Starbesetzung über die Nachfolgeregelung in einem erfolgreichen Unternehmen. Zu den wenigen Auftritten im Kino aus der Zeit nach 1957 zählt das Musical König der heißen Rhythmen mit Elvis Presley. In dem Drama Auf glühendem Pflaster verkörperte sie 1962 in dezenter Art die lesbische Inhaberin eines Bordells.
Nach zunächst sporadischen Fernsehauftritten führte sie 1961 bis 1962 durch die Barbara Stanwyck Show, die aufgrund niedriger Einschaltquoten rasch wieder eingestellt wurde. Stanwyck erhielt 1961 für ihre Mitwirkung ihren ersten Emmy als beste Hauptdarstellerin in einer Serie. Nach nur noch wenigen Filmrollen endete ihre Filmkarriere 1964 nach Er kam nur nachts. Die Schauspielerin begann 1965 eine zweite Karriere im Fernsehen als Familienmatriarchin Victoria Barkley in der erfolgreichen Westernserie Big Valley, die bis 1969 lief und ihr 1968 den zweiten Emmy einbrachte. Ab Mitte der 1970er-Jahre zog sie sich aus gesundheitlichen Gründen zunehmend ins Privatleben zurück.
Ihre letzte bedeutsame Rolle spielte Stanwyck 1983 in der für das Fernsehen gedrehten Romanverfilmung Die Dornenvögel mit Richard Chamberlain. Für die Darstellung einer energischen Millionärin wurde Stanwyck mit ihrem dritten Emmy und einem Golden Globe ausgezeichnet. Bei ihrer Dankesrede bekannte die Schauspielerin ganz offen, dass der Preis eigentlich Ann-Margret für ihre Darstellung in Was wird nur aus den Kindern? zugesprochen gehöre. 1985 war sie ein weiteres Mal im Fernsehen, in der Fernsehserie Das Imperium – Die Colbys, einem Spin-off von Der Denver-Clan, zu sehen. Sie spielte in der ersten Staffel, trat danach jedoch von ihrem Vertrag zurück und bekannte später, dass diese Produktion das Schlechteste gewesen sei, bei dem sie jemals mitgewirkt habe.

### Privates
Barbara Stanwyck war mit den Schauspielern Frank Fay (1928–1935) und Robert Taylor (1939–1951) verheiratet. Beide Ehen wurden geschieden, wobei ihre Ehe mit dem Alkoholiker Fay als wichtigstes Vorbild für die A-Star-Is-Born-Filme diente. Während der Ehe mit Fay adoptierte Stanwyck einen Sohn. Die beiden entfremdeten sich im Laufe der Zeit. In seiner 2008 erschienenen Autobiografie gab der Schauspieler Robert Wagner an, nach gemeinsamen Dreharbeiten zu Der Untergang der Titanic eine vierjährige, damals geheim gehaltene Liebschaft mit der über 20 Jahre älteren Stanwyck gehabt zu haben.
Im Filmgeschäft galt Stanwyck als professionelle Schauspielerin ohne Starallüren. Im Oktober 1981 wurde Stanwyck Opfer eines Überfalls in ihrem Haus in Beverly Hills. Der Einbrecher schlug ihr mit seiner Taschenlampe auf den Kopf und sperrte sie anschließend in einem Schrank ein. Danach durchsuchte er das Haus und verließ es mit Juwelen im Wert von 40.000 Dollar. Die seinerzeit 74-jährige Stanwyck trug leichte Kopfverletzungen davon. Vier Jahre später brach in ihrem Haus ein Feuer aus. Der Schaden wurde seinerzeit mit anderthalb Millionen Dollar beziffert. Sie starb im Januar 1990 im Alter von 82 Jahren an Herzversagen.

## Filmografie (Auswahl)
- 1927: Broadway Nights
- 1930: Ladies of Leisure
- 1931: Illicit
- 1931: Night Nurse
- 1931: Juwelenraub in Hollywood (The Stolen Jools) (Kurzfilm)
- 1931: Ten Cents a Dance
- 1931: The Miracle Woman
- 1932: Forbidden
- 1932: Shopworn
- 1932: So Big
- 1932: Einsame Herzen (The Purchase Price)
- 1933: Baby Face
- 1933: Ladies They Talk About
- 1933: Der bittere Tee (The Bitter Tea of General Yen)
- 1933: Ihre letzte Nacht (Ever in My Heart)
- 1934: Die Spielerin (Gambling Lady)
- 1935: The Woman in Red
- 1935: Annie Oakley
- 1936: Die Botschaft an Garcia (A Message to Garcia)
- 1936: Zwischen Haß und Liebe (His Brother’s Wife)
- 1936: Der Pflug und die Sterne (The Plough and the Stars)
- 1937: Stella Dallas
- 1937: Assistenzarzt Dr. Kilder (Internes Can’t Take Money)
- 1937: Unter vier Augen (This Is My Affair)
- 1938: Always Goodbye
- 1939: Golden Boy
- 1939: Union Pacific
- 1940: Die unvergessliche Weihnachtsnacht (Remember the Night)
- 1941: Hier ist John Doe (Meet John Doe)
- 1941: Die Falschspielerin (The Lady Eve)
- 1941: Die merkwürdige Zähmung der Gangsterbraut Sugarpuss (Ball of Fire)
- 1943: Lady of Burlesque
- 1944: Frau ohne Gewissen (Double Indemnity)
- 1944: Hollywood Canteen
- 1945: Weihnachten nach Maß (Christmas in Connecticut)
- 1946: My Reputation
- 1946: Die seltsame Liebe der Martha Ivers (The Strange Love of Martha Ivers)
- 1947: California
- 1947: Der Fluch des Wahnsinns (Cry Wolf)
- 1947: Die zwei Mrs. Carrolls (The Two Mrs. Carrolls)
- 1947: Eine brennende Liebe (The Other Love)
- 1947: Mädchen für Hollywood (Variety Girl) (Cameo)
- 1948: B.F.’s Daughter
- 1948: Du lebst noch 105 Minuten (Sorry, Wrong Number)
- 1949: Strafsache Thelma Jordon (The File on Thelma Jordon)
- 1949: Verlorenes Spiel (East Side, West Side)
- 1949: Spielfieber (The Lady Gambles)
- 1950: Entgleist (No Man of Her Own)
- 1950: Die Farm der Besessenen (The Furies)
- 1950: Tod im Nacken (To Please a Lady)
- 1951: Der Mann in Schwarz (The Man with a Cloak)
- 1952: Vor dem neuen Tag (Clash by Night)
- 1953: All meine Sehnsucht (All I Desire)
- 1953: Sekunden der Angst (Jeopardy)
- 1953: Der Untergang der Titanic (Titanic)
- 1954: Witness to Murder
- 1954: Königin der Berge (Cattle Queen of Montana)
- 1954: Die Intriganten (Executive Suite)
- 1955: Rauhe Gesellen (The Violent Men)
- 1955: Flucht nach Burma (Escape to Burma)
- 1956: Der Teufel von Colorado (The Maverick Queen)
- 1956: Es gibt immer ein Morgen (There’s Always Tomorrow)
- 1957: Das war Mord, Mr. Doyle (Crime of Passion)
- 1957: Fluch der Gewalt (Trooper Hook)
- 1957: Vierzig Gewehre (Forty Guns)
- 1962: Auf glühendem Pflaster (Walk on the Wild Side)
- 1964: König der heißen Rhythmen (Roustabout)
- 1964: Er kam nur nachts (The Night Walker)
- 1965–1969: Big Valley (The Big Valley; Fernsehserie, 112 Folgen)
- 1970: Das Geisterhaus (The House That Would Not Die) (Fernsehfilm)
- 1971: Der Hauch des Bösen (A Taste of Evil) (Fernsehfilm)
- 1980: Drei Engel für Charlie (Charlie’s Angels; Fernsehserie, Folge Toni’s Boys)
- 1983: Die Dornenvögel (The Thornbirds) (Fernseh-Miniserie)
- 1985: Der Denver-Clan (Dynasty; Fernsehserie, 4 Folgen)
- 1985–1986: Die Colbys – Das Imperium (The Colbys; Fernsehserie, 24 Folgen)

## Auszeichnungen
Oscar/Beste Hauptdarstellerin
- Oscarverleihung 1938: Nominierung – Stella Dallas
- Oscarverleihung 1942: Nominierung – Die seltsame Zähmung der Gangsterbraut Sugarpuss
- Oscarverleihung 1945: Nominierung – Frau ohne Gewissen
- Oscarverleihung 1949: Nominierung – Du lebst noch 105 Minuten
- Oscarverleihung 1983: Ehrenoscar für ihr Gesamtwerk

Emmy
- 1961: Emmy in der Kategorie Herausragende Leistung einer Schauspielerin (in einer Hauptrolle) in einer Serie – The Barbara Stanwyck Show
- 1966: Emmy in der Kategorie Wiederholt herausragende Leistung einer Schauspielerin (in einer Hauptrolle) in einer dramatischen Serie – The Big Valley
- 1967: Nominierung in der Kategorie Wiederholt herausragende Leistung einer Schauspielerin (in einer Hauptrolle) in einer dramatischen Serie – The Big Valley
- 1968: Nominierung in der Kategorie Wiederholt herausragende Leistung einer Schauspielerin (in einer Hauptrolle) in einer dramatischen Serie – The Big Valley
- 1983: Emmy in der Kategorie Herausragende Leistung einer Schauspielerin (in einer Hauptrolle) in einer Serie (Spezial) – Die Dornenvögel

Golden Globe
- 1966: Nominierung Beste Serien-Hauptdarstellerin – Drama – The Big Valley
- 1967: Nominierung Beste Serien-Hauptdarstellerin – Drama – The Big Valley
- 1968: Nominierung Beste Serien-Hauptdarstellerin – Drama – The Big Valley
- 1984: Gewonnen Beste Nebendarstellerin – Serie, Mini-Serie oder TV-Film – Die Dornenvögel
- 1986: Cecil B. DeMille Award

Weitere Ehrungen
- 1966: Screen Actors Guild Life Achievement Award
- 1981: Career Achievement Award der Los Angeles Film Critics Association
- 1987: AFI Life Achievement Award des American Film Institute
- Stern auf dem Hollywood Walk of Fame (1751 Vine Street)